# Ambassade van Oekraïne in Spanje
De ambassade van Oekraïne in  is de vertegenwoordiging van Oekraïne in de Spaanse hoofdstad Madrid.
De ambassade werd geopend in juni 1995.
Naast de ambassade in Madrid waren er ook consulaten in Valencia, Barcelona en Malaga.